# Flávio Túrcio Rúfio Aproniano Astério

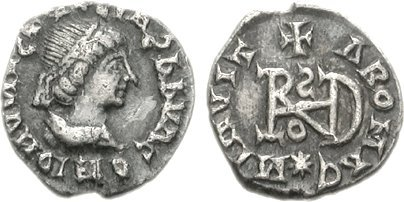
Síliqua de r.

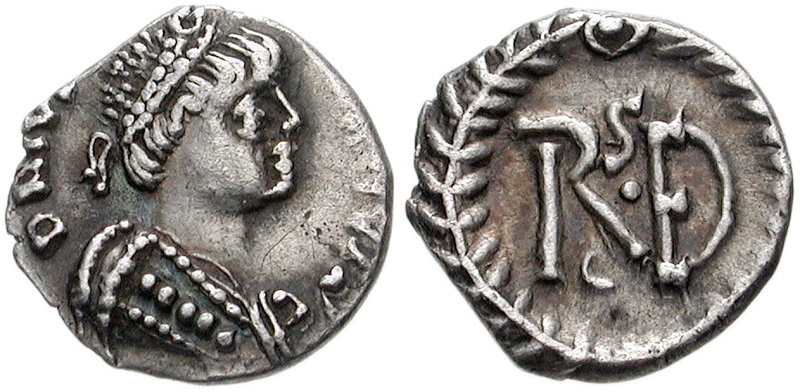
1/4 de síliqua de Vitige r.

Flávio Túrcio Rúfio Aproniano Astério (em latim: Flavius Turcius Rufius Apronianus Asterius), foi um aristocrata romano do final do século V e começo do VI, ativo no Reino Ostrogótico durante o reinado do rei Teodorico, o Grande (r. 474–526).

## Vida
Por seu nome, os autores da Prosopografia do Império Romano Tardio afirmam que Astério descendeu dos Túrcios Apronianos do século IV e que era aparentado com os Rúfios. Uma subscrição dum dos manuscritos das Éclogas de Virgílio menciona que era irmão do senador Macário 4, afirmação corrigida pelos autores da Prosopografia, que consideram-os apenas contemporâneos amigos. Seu nome aparece escrito numa inscrição presente num acento do Anfiteatro Flaviano datada de ca. 476/483.
De acordo com os Livro dos Pontífices, os inimigos do papa Vigílio alegaram que casou sua sobrinha Vigília com Astério e "então tomou uma oportunidade para prendê-lo à noite e bater nele até a morte." Jeffrey Richards, contudo, removeu esta difamação do relato e explicou que Vigília foi casada com Astério em março de 539 após a morte do pai dela Reparato no Cerco de Mediolano realizado pelos ostrogodos de Vitige (r. 536–540).
Sua carreira é conhecido mediante a subscrição supracitada, porém o período de seus mandatos é desconhecido: um homem claríssimo e ilustre, aparece como ex-conde dos protetores domésticos, ex-conde das sagradas liberalidades, ex-prefeito urbano, patrício e cônsul ordinal. Conjectura-se que seu primeiro ofício foi honorífico, pois era conferido a todos os senadores quando de sua nomeação para homem ilustre. O segundo presumivelmente correspondeu ao conde da fortuna privada ou então era chefe dum novo departamento, uma vez que pelo período Teodorico havia feito reformas nestes ofícios.
Por interpolação com outros documentos se sabe que Astério foi prefeito urbano em algum momento antes de 494 e que neste ano já era patrício. Além disso, com base nos Fastos Consulares, teria se tornado cônsul anterior em 494 ao lado de Flávio Presídio. Em seu consulado, leu em 21 de abril um manuscrito das Éclogas de Virgílio pertencente a Macário. Também editou e publicou, talvez ainda em 494, um manuscrito do Poema Pascal de Célio Sedúlio. Segundo uma subscrição presente no Códice Mediceu, um dos mais antigos manuscritos da obra de Virgílio escrito na Itália no século V, Astério teria corrigido-o em Roma a despeito da distração trazida pelos jogos consulares realizados em seu nome.